# Bill Rammell
William Ernest Rammell (né le 10 octobre 1959) est un homme politique du parti travailliste britannique, qui est député de Harlow de 1997 à 2010 et ministre d'État dans plusieurs départements ministériels entre 2002 et 2010. En août 2012, il prend ses nouvelles fonctions de vice-chancelier de l'université du Bedforshire. Il est président du consortium universitaire MillionPlus .

## Jeunesse et carrière
Rammell est allé à Burnt Mill Comprehensive School sur la première avenue à Harlow.
À l'université du Pays de Galles, à Cardiff, il obtient un BA en français en 1982. Il est président de l'Union des étudiants de l'université de Cardiff de 1982 à 1983. Il est stagiaire en gestion chez British Rail de 1983 à 1984. De 1984 à 1987, il est agent régional à l'Union nationale des étudiants.
Rammell est membre du Harlow District Council de 1985 à 1997. De 1987 à 1989, il est chef des services à la jeunesse du Basildon Borough Council. Il est ensuite directeur général du King's College London Students 'Union de 1990 à 1994, et directeur commercial de l'University of London Union de 1994 à 1997.

## Carrière politique
Rammell rejoint le gouvernement de Tony Blair en octobre 2002 en tant que whip adjoint, mais est promu deux semaines plus tard pour être le porte-parole du ministère des Affaires étrangères et du Commonwealth . Pro-européen, il est favorable à l'adhésion à la monnaie unique européenne, car jusqu'en 2002, il est président du mouvement travailliste pour l'Europe . En septembre 2004, il est le premier ministre du gouvernement britannique à se rendre en Corée du Nord .
Lors des élections générales de 2005, Rammell a la troisième plus petite majorité de tous les députés travaillistes, avec seulement 97 voix. Le résultat est si serré que la déclaration finale doit être reportée jusqu'à deux jours après le vote, pour donner le temps aux fonctionnaires de dépouillement épuisés de se reposer .
En mai 2005, Rammell est nommé ministre d'État à l'enseignement supérieur. Il est fermement en faveur des frais supplémentaires, affirmant que sans les revenus de ces frais, estimés à 1,4 milliard, il faudrait mettre «3p ou 4p sur le taux normal d'imposition» ou «augmenter l'impôt sur le revenu de 3%» ,,. En septembre 2007, il retire le financement de certains cours de formation des adultes et de formation continue dans les universités .
En février 2008, Rammell annonce son intention de créer une base de données nationale des dossiers scolaires et des résultats des examens des enfants, qui constituerait un CV public. Le CV et le «numéro d’apprenant» resteraient avec l’enfant tout au long de sa vie adulte jusqu’à la retraite et seul le gouvernement britannique serait en mesure de supprimer les enregistrements de leur base de données. Le plan ne s'appliquerait qu'aux enfants anglais, l'éducation étant une question décentralisée .
En octobre 2008, Rammell revient au ministère des Affaires étrangères, cette fois comme ministre d'État, et en juin 2009, est transféré de nouveau au ministère de la Défense en tant que ministre d'État des Forces armées. Il défend les niveaux de dépenses du gouvernement Brown en équipement en Afghanistan, à la suite de la mort d'un soldat en raison du manque d'hélicoptères disponibles .
En septembre 2009, Rammell confirme avoir déclaré à la Libye que le Premier ministre ne voulait pas voir le terroriste de Lockerbie, Abdelbaset Ali Mohmed Al Megrahi, qui purgeait une peine à perpétuité, mourir en prison .
En octobre 2009, à la suite de l'audit de Sir Thomas Legg, Rammell doit rembourser 2 782 £ de réclamations pour dépenses injustifiées .
Aux élections générales de 2010, Rammell est battu à Harlow par le candidat conservateur Robert Halfon, qui remporte le siège avec une majorité de 4 925 voix .
Le 13 avril 2012, il devient le nouveau vice-chancelier de l'Université du Bedfordshire, prenant ses fonctions en août 2012 pour le début de la nouvelle année universitaire. Il a auparavant travaillé pour l'université de Plymouth en tant que vice-chancelier adjoint chargé de l'expérience étudiante et de l'internationalisation .

## Vie privée
Rammell épouse Beryl Jarhall le 1er janvier 1983. Ils ont un fils (né en septembre 1989) et une fille (née en novembre 1992).